# Metanema ugallia
Metanema ugallia là một loài bướm đêm trong họ Geometridae.